# 정밀 농업

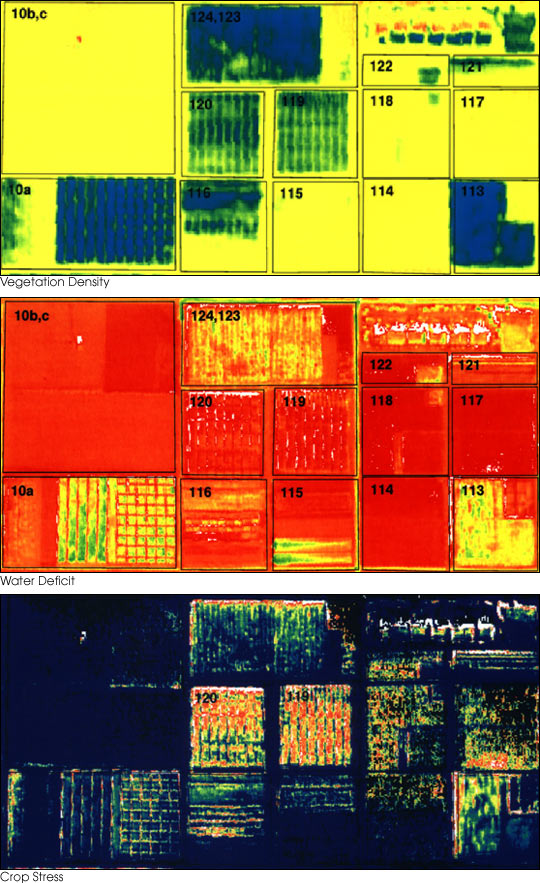
가색상 이미지는 정밀농업에서 원격탐사가 어떻게 이루어지는지를 보여준다. NASA Earth Observatory

정밀 농업(精密農業, precision agriculture, PA, satellite farming) 또는 SSCM(site specific crop management), 스마트 팜(smart farm), 스마트 파밍(smart farming)은 농작물의 가변성에 대한 관찰, 측정, 반응에 기반한 농업 관리 개념이다. 정보 통신 기술을 활용하는 농업으로, 'vertical farm', 'vertical farming'이라고도 한다. 정밀 농업 연구의 목적은 전반적인 농장 관리를 위한 의사결정 지원 시스템(DSS)을 정의하는 것으로, 자원을 보전하면서 입력에 대한 반환을 최적화하는 것이 목적이다.

## 이머징 기술
정밀 농업은 돌파구적인 디지털 파밍 기술의 응용이다. 어그테크(agtech)로도 불리는 농업 기술 회사들에 46억 달러 이상이 투자되었다.

### 드론과 위성 영상
드론과 인공위성의 발전으로 정밀 농업에 이득을 주었는데 그 이유는 드론이 고품질의 영상을 촬영하고 위성은 더 큰 사진을 캡처하기 때문이다. 경비행기 조종사들은 현재 수준의 바이오매스에 기반하여 앞으로의 수확량을 예측하기 위해 위성 기록의 데이터와 항공 사진을 병합할 수 있다. 축적된 영상들은 물의 흐름을 추적하기 위한 등고선도를 만들고 가변적인 씨 뿌리기를 결정하고 어느 정도 생산적인 지역의 수확량 지도를 만들 수 있다.

### 사물인터넷
사물인터넷은 데이터 수집을 가능케 하는 전자기기에 부합되는 물리적인 물체들의 네트워크이다. IoT는 센서와 농장 관리 소프트웨어의 발전과 함께 활동하기 시작했다. 이를테면 농장주들은 영양적으로 불일정한 액비 안의 질소, 인, 칼륨을 분광기적으로 측정한다. 그 다음 토양을 스캔하여 가축이 이미 소변을 보았는지 확인하고 비료를 필요한 곳에만 투여할 수 있다. 이렇게 하면 비료를 최대 30%까지 절약할 수 있다. 토양의 수분 센서는 식물에 원격으로 물을 주는 최적의 시기를 결정한다. 관개 시스템을 프로그래밍하면 식물의 필요와 강수량에 따라 물을 줄 나무 줄기의 부분을 선택할 수 있다.

## 콘퍼런스
- InfoAg Conference
- European conference on Precision Agriculture (ECPA) (2년에 한 번)
- International Conference on Precision Agriculture (ICPA) (2년에 한 번)

## 같이 보기
- 종합적 병해충 관리
- 랜드샛 계획